# Le Tempestaire
Le tempestaire è un cortometraggio francese del 1947, diretto da Jean Epstein.

## Trama
Una donna giovane ed una anziana stanno filando, in una casa di un villaggio costiero. La giovane ritiene sia un cattivo presagio una porta che si apre spinta dal vento. Il fidanzato della giovane si imbarca per la pesca.
Nella notte il vento si intensifica, ed il mare si fa grosso, e rimane tale la mattina dopo.
L’anziana racconta che, ai vecchi tempi, la gente credeva nei tempestari, individui ritenuti capaci di governare magicamente i fenomeni atmosferici. Poiché il fidanzato non ha ancora fatto rientro, la giovane si reca al faro, per farsi dare il nome di un tempestario.
Raggiunge quindi il vecchio tempestario che, con riluttanza, esegue delle manipolazioni su una sfera di cristallo. Entra improvvisamente il fidanzato a prendere la ragazza: il vecchio, colto alla sprovvista, lascia cadere la sfera, che si frantuma a terra.
I due giovani escono: il mare si è calmato ed il tempo è bello.